# Phantom Crash
Phantom Crash (ファントムクラッシュ) est un jeu vidéo de combat motorisé développé et édité par Genki, sorti en 2002 sur Xbox. Il a pour suite S.L.A.I.: Steel Lancer Arena International.

## Accueil
- GameSpot : 7,5/10[1]
- IGN : 7,5/10[2]
- Jeux vidéo Magazine : 13/20[3]